# Bianet
Bianet (acronyme du turc : Bağımsız İletişim Ağı, lit. Réseau de communication indépendant) est une agence de presse turque basée à Beyoğlu, Istanbul.

## Ligne éditoriale
Bianet « donne la parole aux intellectuels ainsi qu’à la presse locale et associative. (...). Il accorde une large place au combat syndical, féministe, LGBT et aux droits de l'enfant. »

## Histoire
Bianet se concentre sur les droits de l'homme et est financé par une organisation suédoise et la Commission européenne.
Il a été créé en janvier 2000 par des journalistes autour de Nadire Mater (tr), ancien représentante de Reporters sans frontières, et le militant de gauche Ertuğrul Kürkçü (en)et est lié à Inter Press Service.
Bianet est principalement financé par la Commission européenne par le biais de l'Instrument européen pour la démocratie et les droits de l'homme (IEDDH).
Erol Önderoğlu fut le rédacteur de suivi de Bianet pendant plusieurs années. Son travail pour Bianet comprenait des rapports trimestriels sur la liberté d'expression en Turquie.